# Научно-исследовательский институт исламской культуры и мысли (Иран)

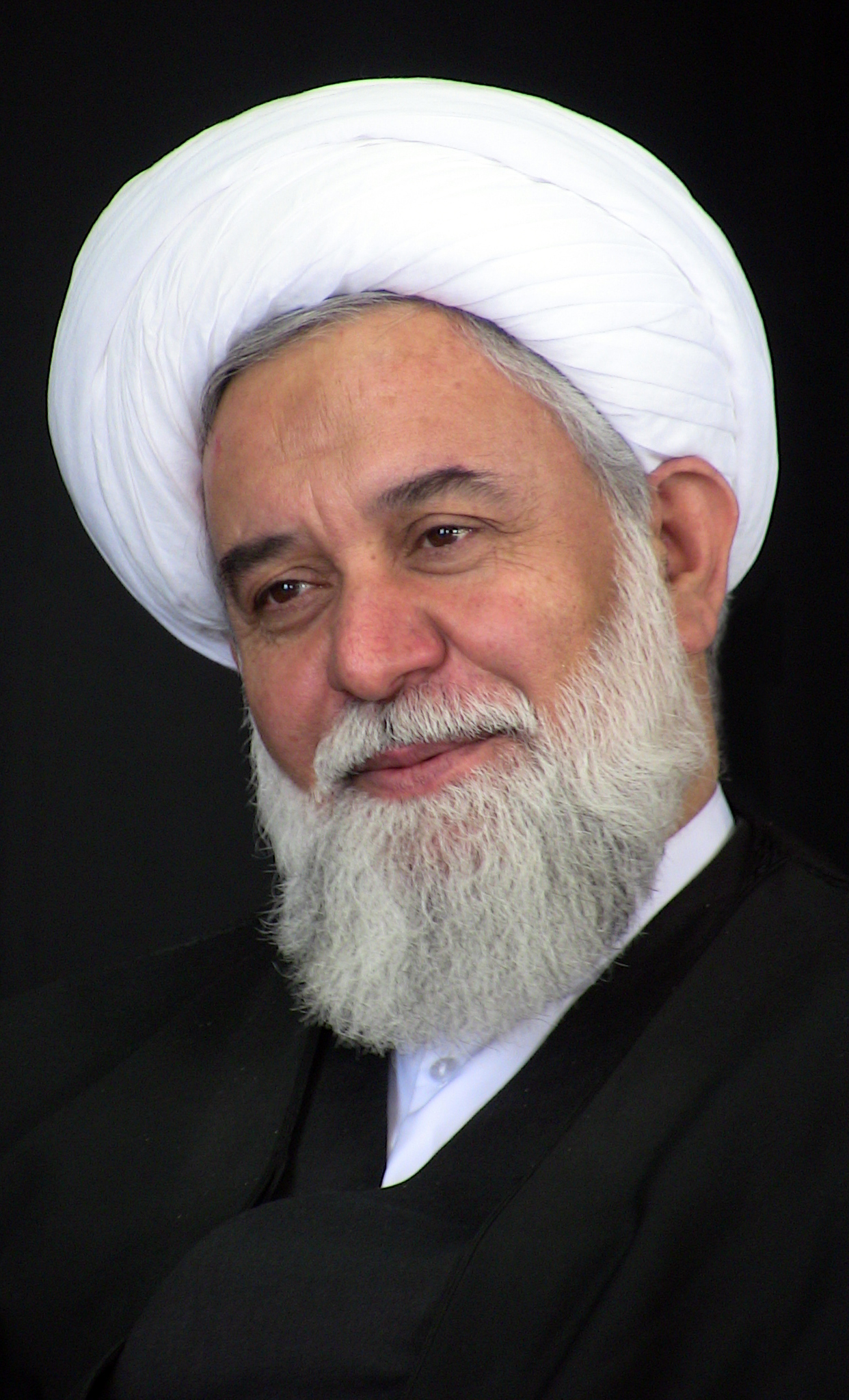
аятолла Али-Акбар Рашад

Научно-исследовательский институт исламской культуры и мысли (перс. پژوهشگاه فرهنگ و اندیشه اسلامی‎) — научно-аналитическое учреждение в Иране.
Создано в 1994 году в соответствии с концепцией Верховного лидера Исламской Республики Иран аятоллы Хаменеи при активном участии аятоллы Али-Акбара Рашада.

## Статус
Институт обладает независимым правовым статусом и, будучи приравнен к общедоступным, негосударственным и некоммерческим учреждениям, действует на основании устава, утверждённого Высшим советом культурной революции, а также иных относящихся к нему правил, определений и постановлений. Институт имеет официальную лицензию Министерства науки, исследований и технологий. Исследование, составление, перевод и публикация институтом значимых, обладающих практическим применением научных трудов, изложенных в доступной для современного поколения форме, отвечает запросам читательской аудитории: 1. учёных и интеллектуалов, лучших представителей общества; 2 молодёжи и студенчества.

## Задачи Института
1. Создание инновационных научных теорий с целью развития и углубления религиозного знания, а также проведение широких практических исследований, позволяющих решать проблемы в области философии, религиозной мысли, культуры, исламского вероучения и гуманитарных наук.
2. Углубление и укрепление гносеологических основ интеллектуального дискурса Исламской революции, а также удовлетворение теоретических запросов Исламской революции в отношении социально-поведенческих моделей в исламе и представление прогрессивных ирано-мусульманских паттернов.
3. Выявление, критическая оценка, сверка и репрезентация гносеологического наследия предшествующих поколений в области религиоведения, культуры, религиозной мысли и форм исламского социального строя.
4. Сравнительное изучение и конструктивная, вдумчивая и последовательная критика противоположных школ и теорий в области философии и религиозной мысли, а также исламской культуры и гуманитарных наук.
5. Научно обоснованная защита религиозного познания и философии, а также исламской культуры и мысли.
6. Пересмотр и эффективная репрезентация богооткровенного учения и учения Людей дома Пророка (Ахл-е бейт) в соответствии с новыми воззрениями и запросами.
7. Подготовка компетентных, преданных своему делу и знающих запросы своего времени самобытных профильных специалистов в перечисленных выше областях.

## Структура
В настоящее время в институте действуют 4 отдела и 5 подчинённых им научных центров в формате научных секторов, разделённых на группы и ведущих исследовательскую работу в различных направлениях. Основная деятельность института сосредоточена в научных группах.

## Основные обязанности научных групп
1. Подготовка логической структуры для проблематики и тем исследований.
2. Подготовка перечня областей научной специализации и наименований исследований на основе «профильно- и процессно-ориентированного управления развитием исследований».
3. Расстановка приоритетов, формулирование и подготовка проектов, подтверждение квалификации исследователей.
4. Экспертная оценка исследовательских проектов.
5. Контроль за правильностью выполнения исследовательской работы.
6. Оценка и окончательное утверждение результатов исследования. Проведение научных изысканий.

## Научная деятельность и научные программы исследовательских групп
Проведение диспутов и заседаний, посвящённых обсуждению теоретических положений, выдвижению новых теорий и критике; подготовка статей для авторитетных индексируемых в стране и за рубежом научных журналов и энциклопедий, а также конференций; подготовка журналов и сборников научных статей; подготовка и проведение международных, региональных и национальных конференций; проведение научных форумов и заседаний, а также заседаний, посвящённых критическому обсуждению монографий; создание научных ассоциаций и ведущих научных центров; проведение научных диалогов с целью критического разбора противоречащих основ мировой идеологии и установлению связей с близкими основами мировой идеологии; проведение обучающих курсов в формате дополнительного университетского образования, а также 3 и 4 уровней духовно-образовательных заведений и кратких обучающих семинаров и т. д. Все эти обязанности реализуются в рамках 1, 2 и 3 пятилетних всеобщих исследовательских программ в соответствии с точным планом.

## Научные отделы и исследовательские группы Института
1. Исламская философия и религиоведение: гносеология, западная философия, калам, мусульманский мистицизм, логика понимания религии.
2. Социологические и культурологические исследования: история, культурология, изучение Исламской революции, литература по истории человеческой мысли.
3. Структуры исламского строя: экономика, религиозное и гражданское право, политика, этика, исламское управление.
4. Энциклопедия религии: в рамках подготовки справочных международных энциклопедий «Имам Али», «Фатима», «Корановедение» и «Пророк ислама».

## Научные центры Института
1. Центр изучения Корана (включающий в себя группу изучения Корана и хадисов, а также группу коранической экзегетики).
2. Центр ювенальных исследований (шесть научных групп: этики, воспитания и психологии, литературы и искусства, инсайт и размышление, традиции религиозно-образовательных центров и обычаи их студентов, культурологические и социологические исследования, изучение исламских политических систем и Исламской революции).
3. Общество молодёжной мысли.
4. Центр изучения виртуального пространства и работы в виртуальном пространстве.
5. Центр прогнозирования последствий в области культуры «Офок».

## План деятельности Института на следующие 20 лет
1. Обретение статуса крупнейшего генератора идей и знаний в качестве образцово-показательного научно-исследовательского института в области религиозного познания и соответствующих гуманитарных наук, а также в сфере религиозных контактов с исламским миром.
2. Выработка исчерпывающего объяснения повторяющегося дискурса и проектирование всех современных шаблонов поведения, необходимых для исламского правления (политика, юриспруденция, экономика, этика, управление, окружающая среда и т. д.).
3. Обладание статусом крупнейшего интеллектуального критика и соперника мировых оппонентов в области религиозного познания, а также положением наиболее сильного защитника гносеологических основ чистого ислама пророка Мухаммада на международном уровне.
4. Обладание статусом крупнейшего и влиятельнейшего национального учреждения, удовлетворяющего интеллектуальные и культурные запросы высших слоёв университетского, духовно-образовательного, управленческого и молодёжного сообществ страны, а также крупнейшего покровителя наилучших культурных институтов.
5. Реализация системы «селекционного исследовательско-ориентированного обучения» при подготовке научных кадров, необходимых для выполнения программ подразделений института.
6. Обладание необходимым количеством хорошо подготовленных квалифицированных исследователей, эффективных и известных учёных общенационального и мирового масштаба.
7. Внедрение самых современных систем управления и достижение наивысшего качественного уровня в области финансового обеспечения организации и человеческого ресурса по сравнению с прочими профильными институтами на общенациональном уровне.